# Prothylacinus
Prothylacinus is een geslacht van uitgestorven buideldierachtigen uit de Sparassodonta. Het was een carnivoor die tijdens het Mioceen in Zuid-Amerika leefde. 

## Fossiele vondsten
Fossielen van Prothylacinus zijn gevonden in de Santa Cruz-formatie in Patagonië, die dateert van 18 tot 16 miljoen jaar geleden. 

## Kenmerken
Prothylacinus was ongeveer anderhalve meter lang en het gewicht wordt geschat op ongeveer tweeëndertig kilogram. Het dier had een vrij robuuste lichaamsbouw met een lang en flexibel lichaam, een stevige hals, korte poten en een lange staart. Prothylacinus was een zoolganger. Dit dier leefde deels in de bomen en de voorpoten hadden aanpassingen voor het grijpen van takken. Prothylacinus jaagde op knaagdieren, gordeldieren, kleine luiaards zoals Hapalops en kleine hoefdieren zoals interatheriiden en hegetotheriiden.